# Masakr v Sharpeville
Masakr v Sharpeville se odehrál 21. března 1960 před policejní stanicí v jihoafrické obci Sharpeville v Transvaalu (dnešním Gautengu). V průběhu jednodenní demonstrace proti rasové diskriminaci se dav pěti až sedmi tisíc lidí vydal k policejní stanici. Jihoafrická policie odpověděla střelbou do davu, při čemž usmrtila 69 lidí. Zdroje se rozcházejí ohledně chování davu: někteří tvrdí, že dav se choval mírumilovně, jiní uvádějí, že dav vrhal na policii kameny a policie zahájila palbu, když se dav snažil strhnout plot obklopující policejní stanici.
Bezprostřední reakcí na masakr bylo vytvoření Umkhonto we Sizwe ozbrojeného křídla Afrického národního kongresu.
V současné Jihoafrické republice je 21. březen národním svátkem připomínajícím boj za lidská práva a oběti masakru v Sharpeville. UNESCO vyhlásilo 21. březen Mezinárodním dnem za odstranění rasové diskriminace.